# Heteromita
Heteromita ist eine Gattung heterotropher Flagellaten aus der Gruppe der Cercomonadida. Die Gattung zählt zu den am weitesten verbreiteten und häufigsten Zooflagellaten in Böden.

## Merkmale
Die Einzeller sind oval und besitzen ein kleines Rostrum. Die beiden Geißeln setzen subapikal an. Die vordere Geißel ist meist kurz und schlägt seitlich und steif. Die hintere Geißel wird beim Gleiten nachgeschleppt. Die Pseudopodien sind klein und werden vorwiegend am Hinterende der Zelle gebildet. Die Pseudopodien dienen zur Aufnahme von Bakterien. Während der Bewegung wird das hintere Zellende in charakteristischer Weise geschüttelt. 

## Systematik
Die Gattung ist die Typusgattung der Familie Heteromitidae. Sie umfasst nach Mylnikov und Karpov (2004) folgende Arten:
- Heteromita globosa
- Heteromita minima
- Heteromita reniformis
- Heteromita terricola

## Belege
- Alexander P. Mylnikov, Serguei A. Karpov: Review of diversity and taxonomy of cercomonads. Protistology, Band 3, 2004, S. 201–217. ISSN 1680-0826